# Electrocutador de insectos

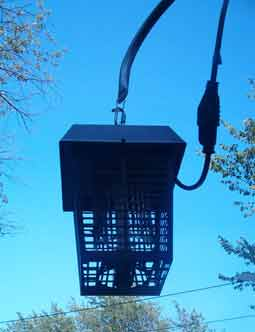
Um electrocutador de insectos

Um Electrocutador de insectos, mais formalmente chamado de um sistema de controle de insetos por descarga elétrica, é um dispositivo que atrai e mata insetos voadores que são atraídos pela luz. Uma fonte de luz atrai os insectos para uma rede eléctrica, onde são electrocutados tocando em dois fios com uma elevada voltagem entre eles. O nome em inglês, bug zapper, deriva do som onomatopeico zap, produzido quando um inseto é eletrocutado, .

## História
Na sua edição de outubro de 1911, a revista Popular Mechanics apresentou um modelo de "armadilha da mosca", que usava todos os elementos de um moderno electrocutador de insectos, incluindo luz elétrica e grade eletrificada. O desenho foi executado por dois homens não identificados e foi concebido a ser demasiado caro para ser de uso prático. O dispositivo de 25 por 38 cm continha cinco lâmpadas incandescentes, e a grade tinha fios de 1.59 mm espaçados em 3.18 mm, com uma tensão de 450 volts. Os usuários colocavam uma isca de carne no seu interior.
De acordo com o órgão de Patentes e Marcas dos EUA, o primeiro electrocutador de insectos foi patenteado em 1934 por William F. Folmer e Harrison L. Chapin, com número de registo 1.962.439.
Separadamente, Dr. W.B. Herms, professor de parasitologia na Universidade da Califórnia, estava trabalhando em grandes armadilhas para insetos comerciais por mais de 20 anos para a proteção da indústria de frutas da Califórnia. Em 1934, ele introduziu matador eletrônico de insetos que se tornou o modelo para todos os futuros electrodcutadores.